# Fuliginochronologie
La fuliginochronologie (du latin fuligo, « suie ») est une méthode de datation relative récemment développée en archéologie. Sur un principe analogue à la dendrochronologie, elle est basée sur l'analyse des films de suie déposés sur les concrétions calcaires dans certaines grottes.

## Histoire
En archéologie, la présence de suie dans les concrétions a d'abord été utilisée comme marqueur de la présence humaine, initialement sans idée de datation.
Avant d'être baptisée « fuliginochronologie », la datation par la suie a été utilisée vers 1997 par Jacques Élie Brochier dans l'abri sous-roche de la Balma de la Margineda en Andorre. Il mentionne en particulier une résolution subannuelle dans l'apparition régulière de films de suie dans les doublets sparite / micrite des parois de calcite. La méthode a également été utilisée par le paléoclimatologue Dominique Genty autour de 1998 dans la grotte de Postojna en Slovénie, puis dans la grotte de Han-sur-Lesse en Belgique et dans la grotte de Villars (Dordogne),.
La fuliginochronologie a été formalisée à partir de 2017 par Ségolène Vandevelde pour l'étude de la grotte Mandrin à Malataverne dans la Drôme, occupée au paléolithique moyen et supérieur. L'étude a porté sur de nombreux échantillons de parois calcaires, tombées sous l'usure des éléments et trouvées dans plusieurs couches stratigraphiques,. Elle a ensuite appliqué cette méthode à d'autres sites comme les grottes d’Arcy-sur-Cure en France et la grotte de Nerja en Andalousie.

## Méthode
Ainsi, la fuliginochronologie est l'étude de la succession de ces films de suie, cette méthode permettant de dater la succession des occupations humaines en grotte.
En présence de feu, les films de suie successifs sont progressivement recouverts par les concrétions et amalgamés au calcaire. Dans certains cas, l'usure mécanique des parois par la circulation d'eau, le vent et le gel peut provoquer la chute de fragments, qui se retrouvent intégrés dans les couches archéologiques du site. L'analyse peut donc se faire soit en place soit sur des fragments épars.

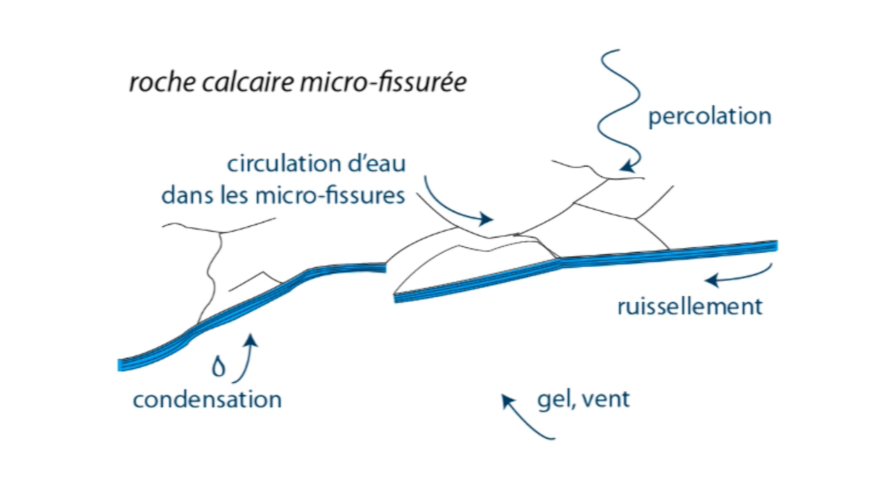
Usure mécanique des parois d'un spéléothème
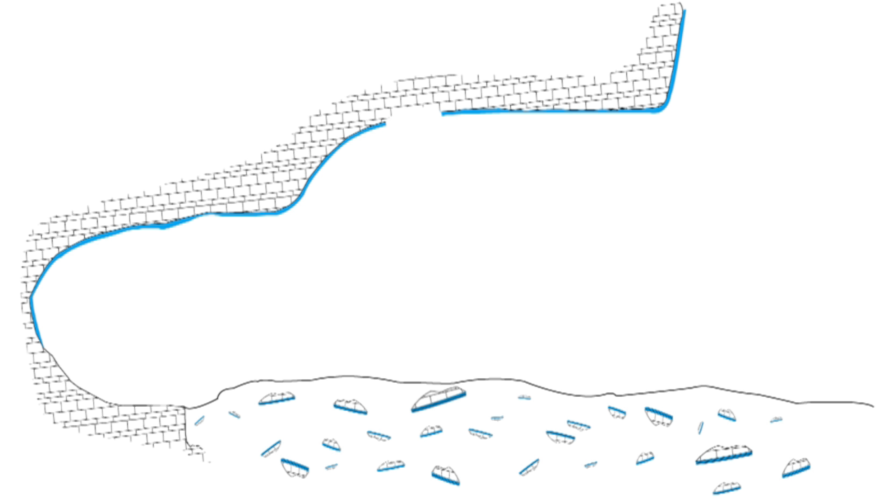
Fragments intégrés dans les couches archéologiques

C'est une méthode de datation relative, comme la dendrochronologie avec les cernes d'arbres. Elle permet une résolution temporelle inégalée pour la période paléolithique, allant jusqu'à la précision subannuelle. La résolution des films de suie nécessite une analyse microscopique complétée par une numérisation manuelle des échantillons en une sorte de code-barres. 
Dans les cas compliqués comme la grotte Mandrin, il faut ensuite mettre en correspondance les échantillons analysés et les couches. Cela nécessite de recaler de nombreux échantillons pour établir une continuité chronologique cohérente sur tous les échantillons de la couche. 

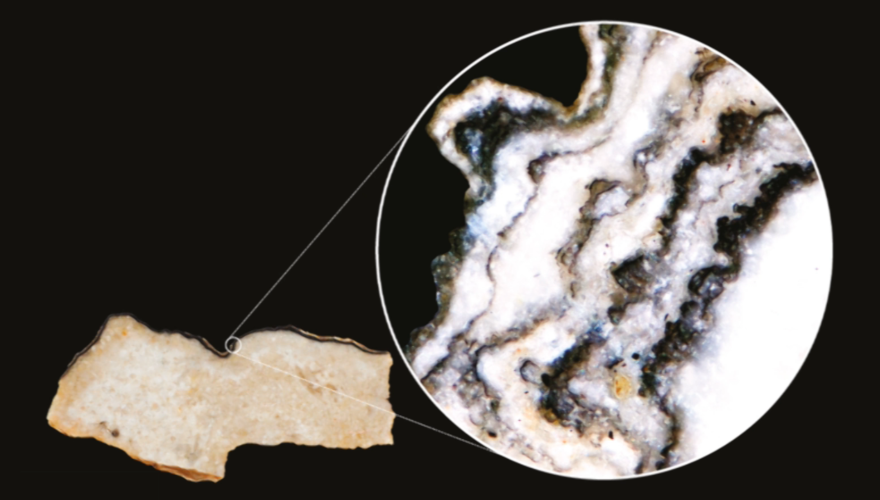
Un fragment de paroi résolu au microscope, montrant la succession de films de suies et de concrétions calcaires visibles sur une tranche mince étudiée pour la datation
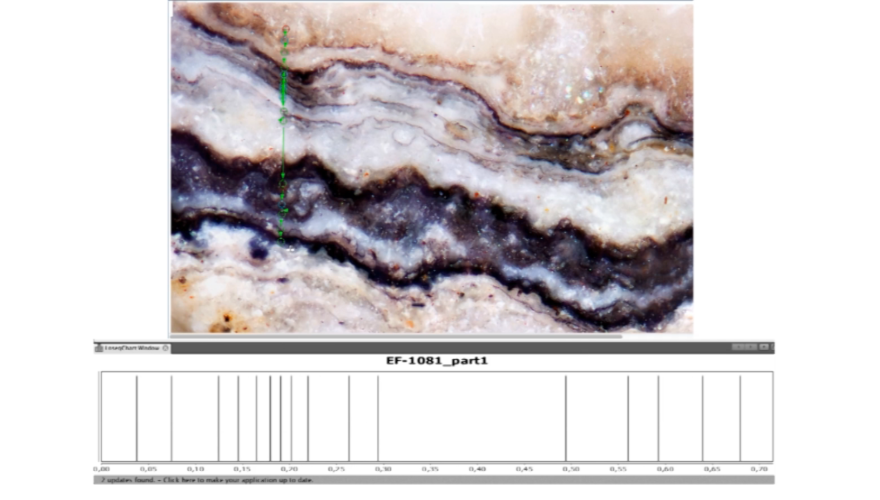
Numérisation des films de suie en codes-barres
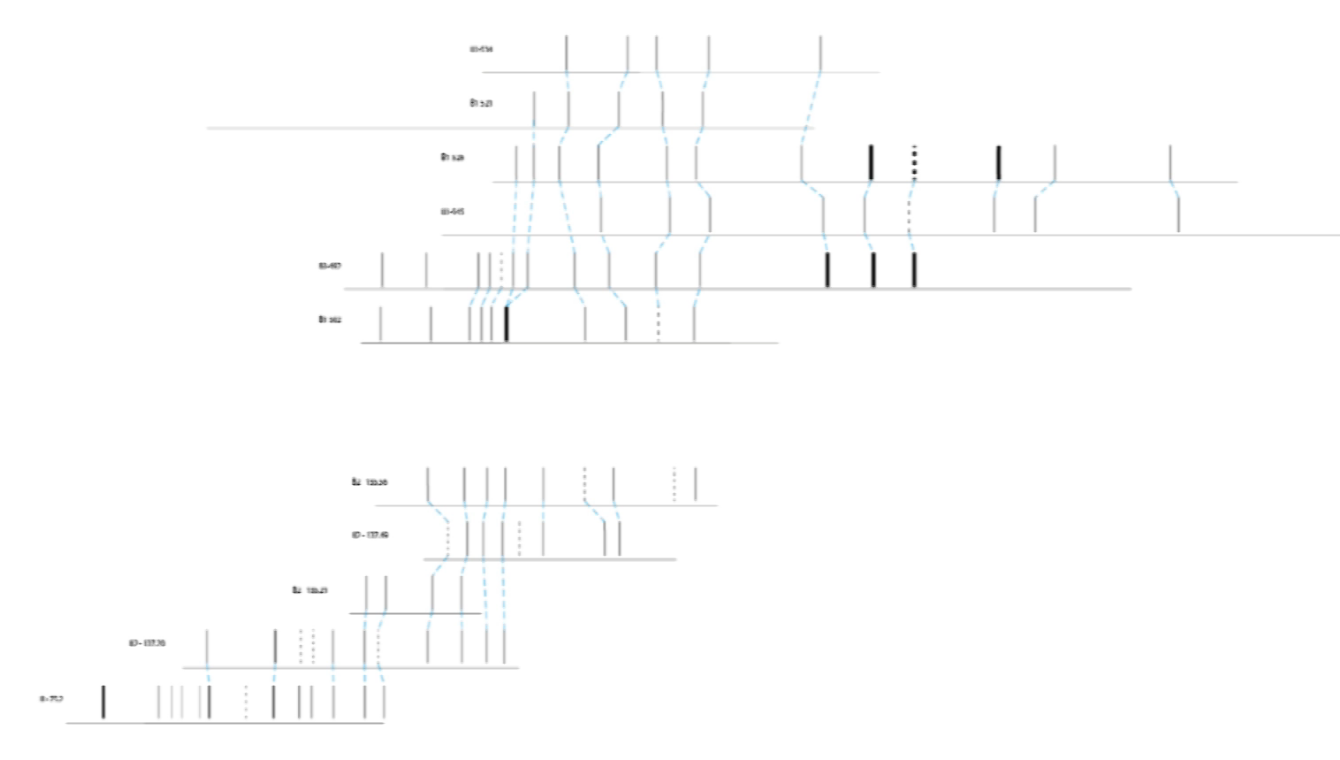
Codes-barres de tous les échantillons
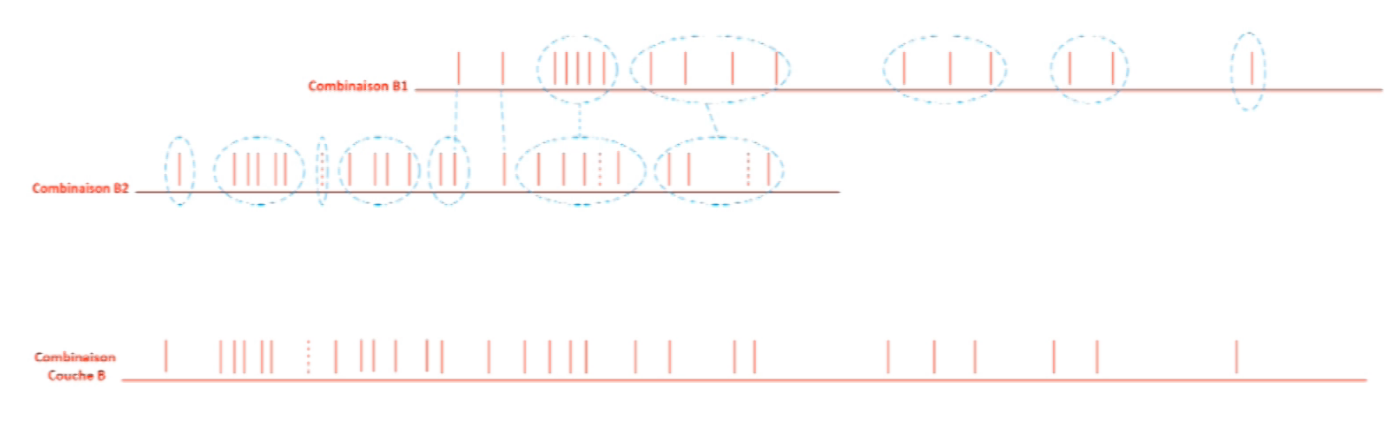
Alignement des codes-barres

## Approche expérimentale
Pour calibrer les mesures des dépôts de suie, plusieurs équipes ont expérimenté des feux en différentes conditions, notamment les projets CarMoThaP (Caractérisation et Modélisation des Thermo-altérations et des résidus de combustion sur les Parois), motivé par l'étude de la grotte Chauvet,, et ExTraS (Experiments on Traces of Soot), mené en parallèle de la datation de la grotte Mandrin.
ExTraS s'est attaché à vérifier l'impact de différents facteurs sur la formation et la préservation des dépôts : la nature du combustible (bois, ossements, graisse animale), orientation de la surface, état de surface de la roche, conditions météorologiques et saisons. Le dispositif expérimental consistait en un poêle portatif, couplé à une cheminée flexible permettant de cibler un point spécifique de la paroi et a été installé sur un site sans fouille de la grotte Mandrin. Les analyses ont porté sur des observations macroscopiques, des vues microscopiques des coupes, des analyses en microspectrométrie Raman des échantillons et des mesures colorimétriques des dépôts sur les parois. Elles ont toutes confirmé la similitude des productions expérimentales avec les échantillons préhistoriques récoltés.[réf. nécessaire]